# Barleria bornuensis
Barleria bornuensis är en akantusväxtart som beskrevs av Spencer Le Marchant Moore. Barleria bornuensis ingår i släktet Barleria och familjen akantusväxter. Inga underarter finns listade i Catalogue of Life.